# Horváth Dávid (labdarúgó)
Horváth Dávid (Budapest, 1985. február 1. –) magyar labdarúgó.

## Pályafutása

### Edzőként
2016 márciusában a Monor edzőjének nevezték ki. 2020 nyarán az MTK U19-es csapatának lett az edzője. 2022 áprilisában az MTK megbízott vezetőedzője lett. 2022 májusában az MTK II edzőjének nevezték ki. Október végén újra az MTK vezetőedzőjévé nevezték ki.

## Sikerei, díjai
Ferencvárosi TC
- Magyar labdarúgó-bajnokság ezüstérmes: 2004–05
- Magyar kupa döntős: 2004–05